# Horoya AC
Horoya AC is een Guinese voetbalclub uit de hoofdstad Conakry. De club werd twintig keer landskampioen.

## Erelijst
- Guinée Championnat National: 1986, 1988, 1989, 1990, 1991, 1992, 1994, 2000, 2001, 2011, 2012, 2013, 2014, 2016, 2017, 2018, 2019, 2020, 2021, 2022, 2025
- Coupe Nationale: 1989, 1994, 1995, 1999, 2013, 2014, 2016, 2018, 2019
- Supercoupe du Guinee: 2012, 2013, 2016, 2017, 2018, 2022
- African Cup Winners' Cup: 1978
- UFOA Cup: 2009

## Bekende (oud-)spelers
- Alhassane Keita
- Naby Keïta
- Khadim N'Diaye
- Souleymane Oulare
- Ibrahima Sory Sankhon
- Issiaga Sylla